# Schlacht an der Alma
Oltenița – Achalziche – Başgedikler – Sinope – Cetate – Silistra – Nigojeti – Tscholok – Odessa – Kurekdere – Petropawlowsk-Kamtschatski – Alma – Sewastopol – Bomarsund – Balaklawa – Inkerman – Jewpatorija – Taganrog – Çorğun – Kars – Tschernaja – Malakow – Kinburn – Pariser Frieden
Die Schlacht an der Alma am 20. September 1854 war eine Schlacht im Krimkrieg zwischen Russland einerseits und Frankreich und Großbritannien andererseits. Sie war das erste Aufeinandertreffen der Kriegsparteien auf der Krim und endete mit einem Sieg der Alliierten.

## Hintergrund und Ausgangslage
Am 27./28. März 1854 traten Frankreich und Großbritannien in den Konflikt zwischen Russland und dem Osmanischen Reich ein. Russland zog sich daraufhin vom Kriegsgebiet auf dem Balkan zurück. Der russische Rückzug enttäuschte die Westmächte, denn er machte ihren Kriegsgrund hinfällig. Da ein Marsch ins Innere des russischen Reiches aussichtslos erschien, beschlossen die Alliierten, die russische Festung Sewastopol auf der Halbinsel Krim anzugreifen. 
Das anglo-französische Expeditionskorps war am 14. September 1854 auf der Krim in der Kalamita-Bucht gelandet, gut 50 km nördlich von Sewastopol. Sie hat einen breiten Sandstrand, der von Salzwasserlagunen landseitig abgeschirmt wird. Am Tage vorher war Jewpatorija besetzt worden, damals eine kleine Hafenstadt am Nordende der Bucht mit ca. 9.000 Einwohnern ohne russische Militärpräsenz, um die nördliche Flanke der Landungsoperation zu schützen. Fünf Tage dauerte das Anlanden der französischen und englischen Truppen: Infanterie, Kavallerie, Artillerie und Tross. Am 19. September marschierten die Alliierten südwärts in Richtung Sewastopol.

## Gliederung der Armeen

### Alliierte
- Britische Armee (Lord Raglan)
  - Kavalleriedivision (Lord Lucan)
  - 1. Infanteriedivision (George, 2. Duke of Cambridge)
  - 2. Infanteriedivision (De Lacy Evans)
  - 3. Infanteriedivision (Richard England)
  - 4. Infanteriedivision (Cathcart)
  - Leichte Division (George Brown)

- Französische Armee (Armand-Jacques-Achille Leroy de Saint-Arnaud)
  - Kavalleriebrigade (Cassaignolles)
  - Kavalleriebrigade (D’Allonville)
  - 1. Division (Canrobert)
  - 2. Division (Bosquet)
  - 3. Division (Prinz Napoléon)
  - 4. Division (Élie-Frédéric Forey)

### Russland
- Russische Armee (Alexander Sergejewitsch Menschikow)
  - 14. Division (Pjotr Gortschakow)
  - 16. Division (Onufri Kwizinski)
  - 17. Division (Wassili Kirjakow)[2]

## Verlauf
Am 20. September 1854 erreichten die Alliierten, auf ihrem Marsch südwärts, in Richtung Sewastopol, den Fluss Alma. Dort wurden sie von den Russen unter Fürst Alexander Menschikow erwartet. Menschikow hatte auf einer Anhöhe südlich des Flussufers eine gut ausgebaute Stellung bezogen. Gortschakow kommandierte den russischen rechten Flügel, Kirjakow den linken. Auf alliierter Seite deckten die Franzosen den rechten seewärtigen Flügel in der Nähe der Flussmündung ab, wo relativ steile Klippen aufragten, und die Briten den linken Flügel im Landesinneren.
Nach Schwierigkeiten bei der Koordination des Angriffs der Alliierten zwischen den Oberbefehlshabern Marschall Arnaud und Lord Raglan konnte die französische Division von Pierre Bosquet das Plateau erreichen. Die Briten sollten gegen den rechten gegnerischen Flügel einen ähnlichen Angriff unternehmen. Dieser fand jedoch schlecht koordiniert statt und führte nur durch die Zähigkeit der britischen Soldaten nicht zur Katastrophe. Die Franzosen konnten in der Zwischenzeit eine zweite Division und Artillerie auf das Plateau schaffen und dadurch die Schlacht entscheiden.

## Bewertung
Letzten Endes zeigte sich, dass die ungedeckte russische linke Flanke ein starker Schwachpunkt war. Trotz der Klippen im Mündungsbereich der Alma und der sich daran anschließenden steilen Hügel nutzten die Franzosen diese Stellen für den Vorstoß. Sie brachten sogar über einen Taleinschnitt 12 Kanonen auf das ca. 50 m hohe Plateau, von wo sie die weiter östlich gelegenen russischen Stellungen unter Beschuss nahmen, für die ein Angriff aus dieser Richtung überraschend war.
Weiterhin bewiesen die auf alliierter Seite eingesetzten Minié-Geschosse der Gewehre mit gezogenem Lauf taktische Vorteile gegenüber den Musketen der Russen. Aufgrund der deutlich höheren effektiven Reichweite konnten nicht nur gegnerische Infanterie auf Distanz gehalten werden, sondern auch Artillerie bekämpft werden.

## Denkmäler und Erinnerung
- Napoleon III. ließ eine der Brücken über die Seine in Paris nach der Schlacht benennen, den Pont de l’Alma.
- Alma – Marceau ist seit 1923 eine unterirdische Station der Pariser Métro. Auf der anderen Seite der Brücke Pont de l’Alma liegt der RER-Bahnhof Gare du Pont de l’Alma im 7. Arrondissement, Linie C.
- Bis 1920 trug die heute unter George V. bekannte Metro-Station der Linie 1 den Namen Alma. Die Station Alma gehörte also von 1900 bis 1920 zu den historischen Stationen der ältesten Pariser Metrolinie.
- Der Place de l’Alma im 8. Arrondissement in Paris erinnert seit 1858 an die Schlacht.
- Auch die Zeche Alma in Gelsenkirchen-Ückendorf, 1855 durch französische Ingenieure geplant, wurde nach dieser Schlacht getauft.
- Folgende Orte wurden nach der Schlacht benannt: Alma (Québec), Alma (New Brunswick), Alma (Nova Scotia) und Alma (Ontario) in Canada; Alma (Victoria), Alma (South Australia), Port Alma und Electoral district of Alma in Australien; Alma (Buffalo County) und Alma (Illinois) in den Vereinigten Staaten.